# Ян Секлюціан

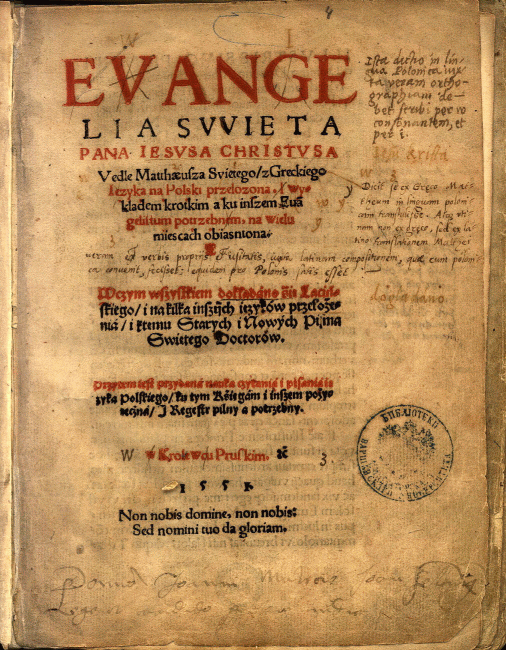
Титульна сторінка Євангелія від Матвія в перекладі С. Мурзиновського, опублікованому Секлюціаном

Ян Секлюціан (пол. Jan Seklucjan *1510 /1515 — †1578) —  польський діяч Реформації, богослов та лютеранин, друкар, перекладач релігійної літератури на польській мові.

## Біографія
За одними даними, народився у Бидгощі, за іншими — у Секлюках в Галичині. Доктор теології Лейпцизької та професор Крулевецької академій.
Спочатку Секлюціан був домініканцем. Після навчання в Лейпцигу переїхав приблизно в 1543 року у Познань, де служив лютеранським проповідником. За поширення протестантських ідей його переслідувала католицька церква. Рятуючись від церковного суду, в 1544 р. він переїхав у Кенігсберг (Крулевець, сьогодні Калінінград) у герцогській Пруссії. Там він жив під протекцією прусського князя Альбрехта і почав видання та друк лютеранської літератури польською мовою. 

## Праці та видавнича діяльність
Його перу належать біблійні, теологічні й літературні твори, написані польською мовою. Секлюціан одним із перших зробив польський переклад Нового Заповіту (побачив світ у Крулевці, 1551) і збірник протестантських канціоналів («Пісні християнські давніші та нові» 1559). 
У 1556 р. Секлюціан видав за своїм редагуванням «Постиллу польську домашню» — збірник понад дев'яноста морально-повчальних оповідань (казань) на євангельські сюжети, що написав Григорій Оршак (бл. 1520–1567). Жанр постилли був надзвичайно популярним у біблійній освіті пізнього Середньовіччя. Він популяризував церковні проповіді, що проголошували після літургії, та пояснював зміст використаних у ній уривків Святого Письма. Спрямована на краще засвоєння біблійного матеріалу, постилла у протестантизмі набула особливої ваги. В першій половині XVI ст. у Речі Посполитій було відомо близько ста постилл. 
Також видав польський переклад «Катехизису» Лютера, теологічний твір «Християнська наука», коментарі до Послань апостолів, полемічні брошури, збірки молитов.
Ян Секлюціан відомий не лише релігійними творами, а й науковими. У 1551 р. разом із своїм перекладом Нового Заповіту він опублікував підручник з польської орфографії, працю «Економія або господарство» (Краків, 1545). Видавав і популяризував твори Миколая Рея та Еразма Роттердамського. У зверненні до магістрату Крулевця з клопотанням професорської стипендії Секлюціан запевняв, що його «друки широко відомі в цілій Польщі, Русі, Мазовії та Литві і мають багатьох прихильників». 

### Переклад Біблії
Альбрехт приблизно 1550 року він запрошує до перекладу Біблії польською мовою Яна Секлюціана. Вже через рік після початку своєї праці Секлюціан видав перші примірники Євангелія від Матвія. Це видання містило на полях детальні коментарі та примітки з альтернативними перекладами деяких уривків. Невдовзі Секлюціан видав усі чотири Євангелія. А за три роки було опубліковано всі книги.
Щоб точніше передавати думки, перекладач користувався грецькими текстами. У передмові до видання 1551 року зазначалось, що були використані латинські переклади та «переклади іншими мовами». Станіслав Роспонд, автор праці «Дослідження польської мови XVI сторіччя», каже, що цей переклад зроблено «плинною чудовою прозою» і що перекладач не вдавався до «книжної мови», а намагався вживати польські слова, «дуже наближені до мови простого люду».
Відомо, що Секлюціан не здійснював переклад, хоча й наглядав за цією працею. Переклад здійснював Станіслав Моржиновський, якому було десь 23 роки, коли Секлюціан доручив йому це завдання.